# 李韜 (曹魏)
李韜（？—254年），曹魏冯翊东县（今陕西大荔）人，父亲中书令李丰。
李韬以列侯给事中，被选中娶齐长公主为妻。夏侯玄联系李丰一起针对司马师，李丰派李韬联系张缉。张缉卧病，李丰派李韬探病，李韬回避其他人对张缉说：“韬尚公主，父子在机近，大将军秉事，常恐不见明信，太常亦怀深忧。君侯虽有后父之尊，安危未可知，皆与韬家同虑者也，韬父欲与君侯谋之。”张缉默然良久说：“同舟之难，吾焉所逃？此大事，不捷即祸及宗族。”李韬於是回报李丰。李丰又派李韬告知夏侯玄。254年二月，事情败露，司马师杀李丰。又逮捕了李韬和夏侯玄、张缉等人，都送交廷尉收监。二月廿二日，诛杀李韬、夏侯玄、张缉、苏铄、乐敦、李贤等人，并诛灭三族。另有诏书称齐长公主是先帝的女儿，故赦免其三子。

## 延伸阅读
[在维基数据编辑]